# Аваг (сын Иване)
Аваг  (арм. Ավագ Զաքարյան; груз. ავაგ მახარგრძალი; неизвестно — 1250) — армянский князь на службе Грузинского царства. Сын атабека Иване, государственный деятель XIII века. 

## Биография
С 1233 по 1234 год Аваг занимал должность атабека, унаследованную им от отца, как и владения феодального дома, позже носившего имя Мхаргрдзели-Закарянов. В 1236 году монгольская 30000-тысячная армия вторглась в Армению. Одна из воинских частей осаждала резиденцию Авага. Аваг вынужден был начать переговоры с монгольским полководцем Чормаганом и выразил свое послушание. За ним последовали другие князья. Чормаган, принимая во внимание положение и авторитет Авага, пытаясь польстить ему и с его помощью покорить королеву Грузии. Аваг был признан представителем Грузии, а также де-факто правителем Армении, военно-управленческим представителем монголов, монгольской армии, а также главным военачальником и управляющим армяно-грузинскими феодальными войсками, а также главой Тумана (деревня).
Аваг упомянут в надписи 1244 году в Пгндзаханке. В середине XIII века Аваг владел землями в Лори. По предположению А. Лидова последний построил притвор армяно-халкидонитского монастыря Ахтала (Пгнзаханк).